# Lợn Göttingen

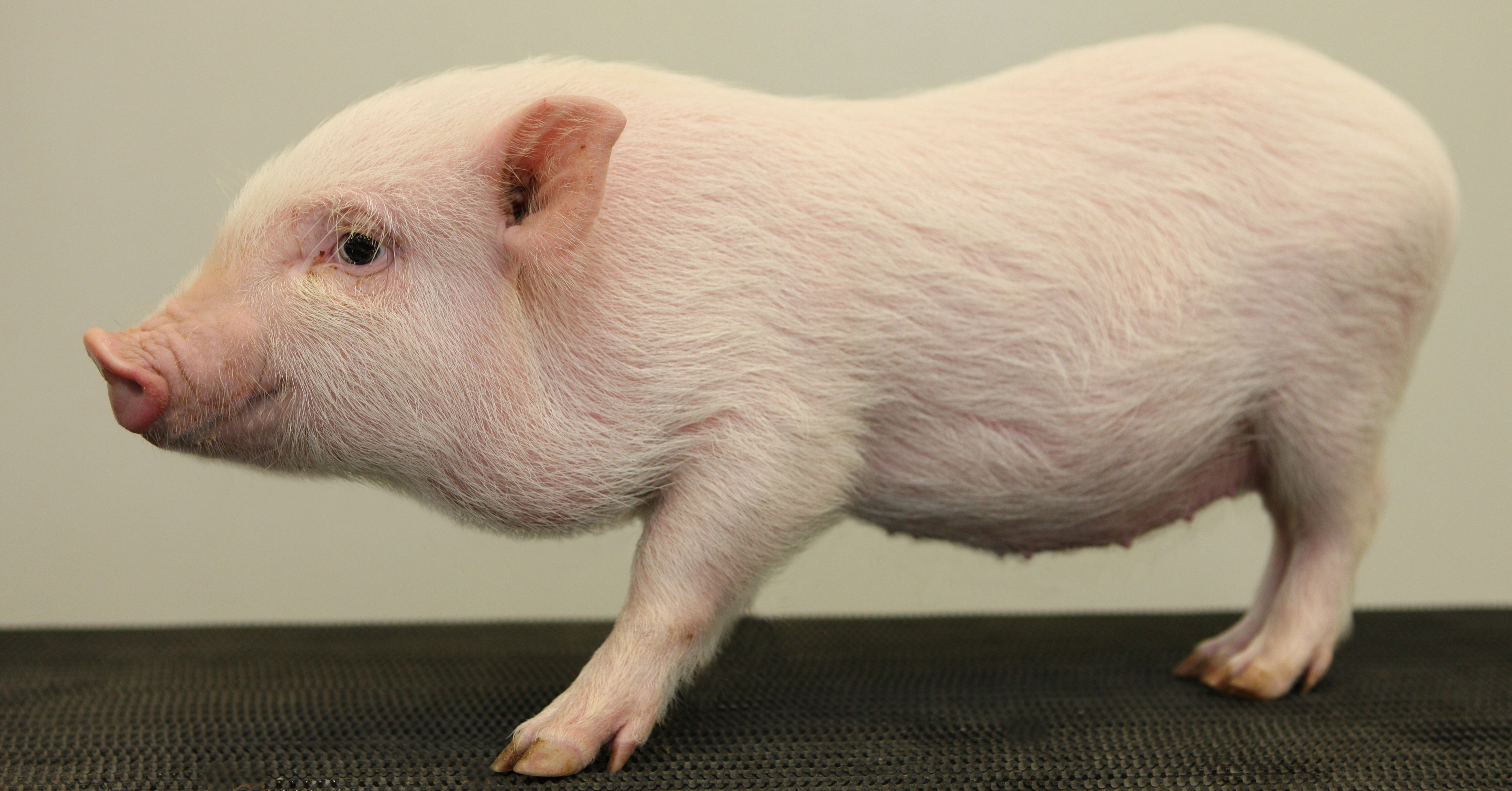
Heo đẹt Göttingen

Lợn Göttingen (còn được gọi là minöpen Göttinger hoặc Goettingen) là giống lợn thuộc dòng lợn mini (heo đẹt) có nguồn gốc ở vùng Göttingen, Đức. Loại lợn minipig Göttingen được biết đến nhiều nhất với kích thước nhỏ bé, tính chất dễ hiểu và trạng thái sức khoẻ rất rõ ràng của chúng. Loại minipig Göttingen là một trong những giống lợn nhỏ nhất trên thế giới và hiện nay được ưa chuộng để nuôi làm thú cưng.

## Lịch sử
Sự phát triển của giống lợn này bắt đầu vào cuối những năm 1960 tại Viện Thú y và Gen (Institut fϋr Tierzucht und Haustiergenetik) tại Đại học Göttingen, bằng cách lai giống heo đẹt của Minnesota, lợn ỉ Việt Nam và lợn Landrace Đức. Lợn Göttingen được đánh giá cao là vật nuôi tốt. Tuy nhiên, giống này được phát triển đặc biệt để dễ dàng sử dụng trong nghiên cứu y sinh học. Ngày nay, chúng được nhân giống rộng rãi tại bốn địa điểm riêng biệt trên toàn cầu.
Các con lợn minipig Göttingen đã được tạo ra để sử dụng trong nghiên cứu y sinh học. Giống lợn nhỏ đòi hỏi ít không gian hơn và chế độ ăn uống, dễ dàng hơn để xử lý, và đòi hỏi một lượng nhỏ hơn của hợp chất đang được thử nghiệm. Các minipig Göttingen là con lợn thu nhỏ đầu tiên được phát triển ở châu Âu. Nó đã có sẵn cho cộng đồng nghiên cứu y sinh học Đức từ cuối những năm 1960.
Việc nhân giống bắt đầu bằng cách lai giống heo đẹt Minnesota, thu được từ Viện Hormel ở Hoa Kỳ, và lợn nuôi của giống lợn Ỉn Việt Nam, thu được từ một vườn thú của Đức. Chăn nuôi lai với lợn Landrace Đức tạo ra sắc tố da màu trắng/hồng, đặc trưng cho những con heo đẹt hiện đại của Göttingen. Các mục tiêu của chăn nuôi bao gồm trọng lượng cơ thể thấp, huyết áp tốt và hệ số nhân giống thấp.

## Xuất ngoại
Năm 1992, những con lợn nhân bản vô tính đầu tiên của các loại minipig Göttingen có nguồn gốc từ Đan Mạch được sản xuất từ vi sinh quy mô. Từ vùng đất này, những con lợn Göttingen được cung cấp cho các nghiên cứu y sinh học được thực hiện trên khắp Châu Âu và ở một mức độ giới hạn ở Bắc Mỹ. Bắt đầu vào năm 2003, một Hiệp hội giống của lợn Göttingen được thành lập tại Hoa Kỳ.
Từ năm 2010, giống này cũng đã có ở Nhật Bản. Việc sử dụng lợn Göttingen toàn cầu cho nghiên cứu y sinh đã tăng lên trong hai thập kỷ qua. Tại Hoa Kỳ trong những năm 2010, những con lợn Göttingen đã sớm được mua và bán tại địa phương để bán dưới dạng vật nuôi, tại nhiều địa điểm. Giống này bây giờ là một giống lợn được chăn nuôi phổ biến, nổi tiếng với kích thước nhỏ của chúng.